# قناة كاباميليا
قناة كاباميليا (Kapamilya Channel) قناة تلفزيونية فلبينية مملوكة لـ أي بي إس-سي بي إن. بدأت الشبكة البث في 13 يونيو 2020 الساعة 5:30 صباحًا. تم إنشاء الشبكة كبديل للشبكة الأرضية الرئيسية ABS-CBN التي توقفت عن عمليات البث المجانية كما أمرت من قبل اللجنة الوطنية للاتصالات (NTC) في 5 مايو 2020، بسبب انقضاء امتيازها التشريعي.